# Hospital de San Juan de Jerusalén (Támara de Campos)

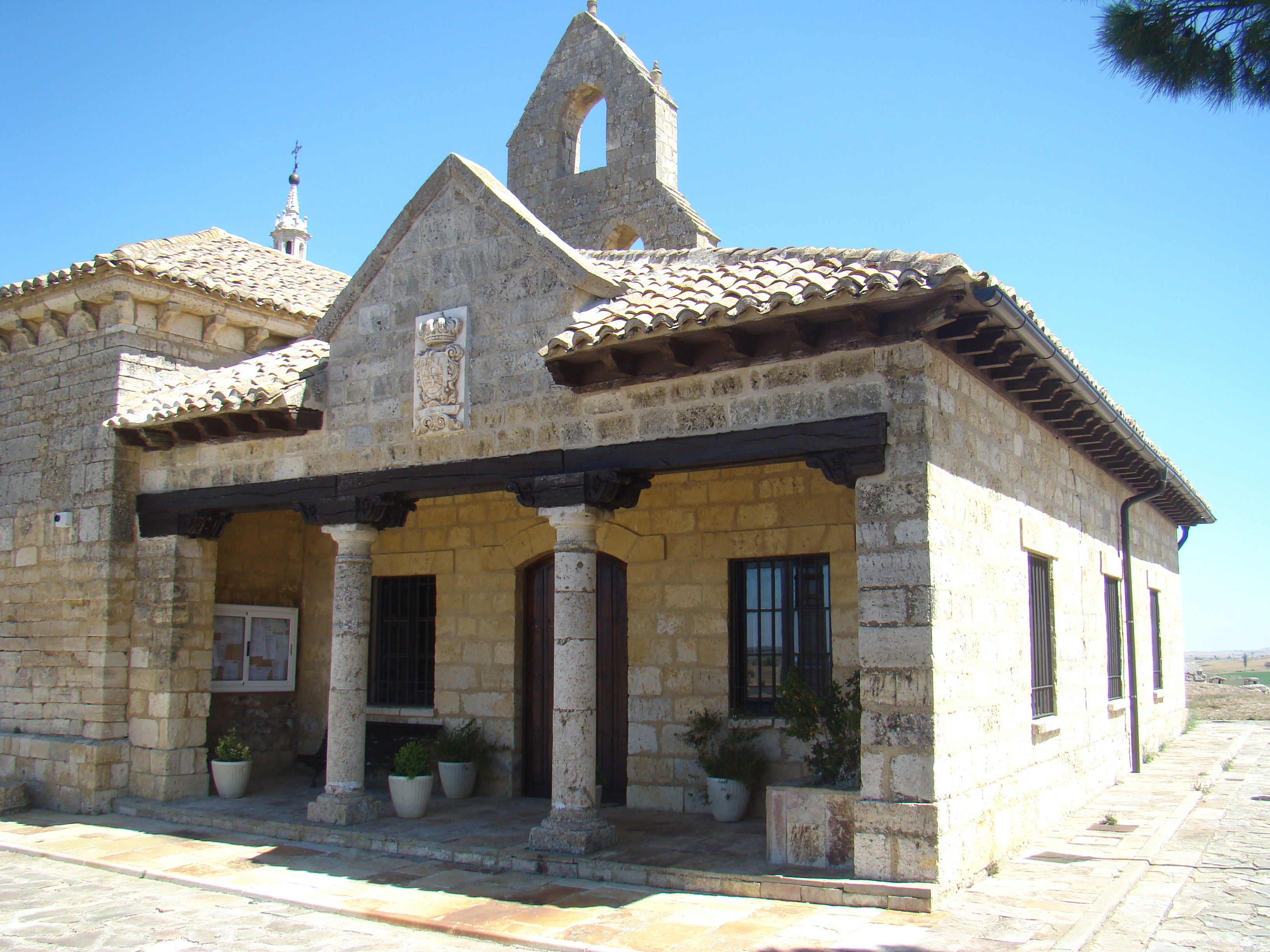
Hospital de peregrinos; estancia que es sede del Ayuntamiento de Támara

El hospital de San Juan de Jerusalén u hospital de peregrinos, situado en el municipio de Támara (Palencia) se edificó en un pequeño cerro por encima de la plaza donde está la iglesia de San Hipólito, desde el que se domina un gran paisaje de la Tierra de Campos. Se accede al cerro por una escalinata o por una rampa construida más modernamente. Se conserva sólo la iglesia románica del siglo XII, propiedad del Ayuntamiento que tiene allí su sede y un pequeño museo etnográfico. El edificio es conocido familiarmente como iglesia románica del castillo.

## Historia

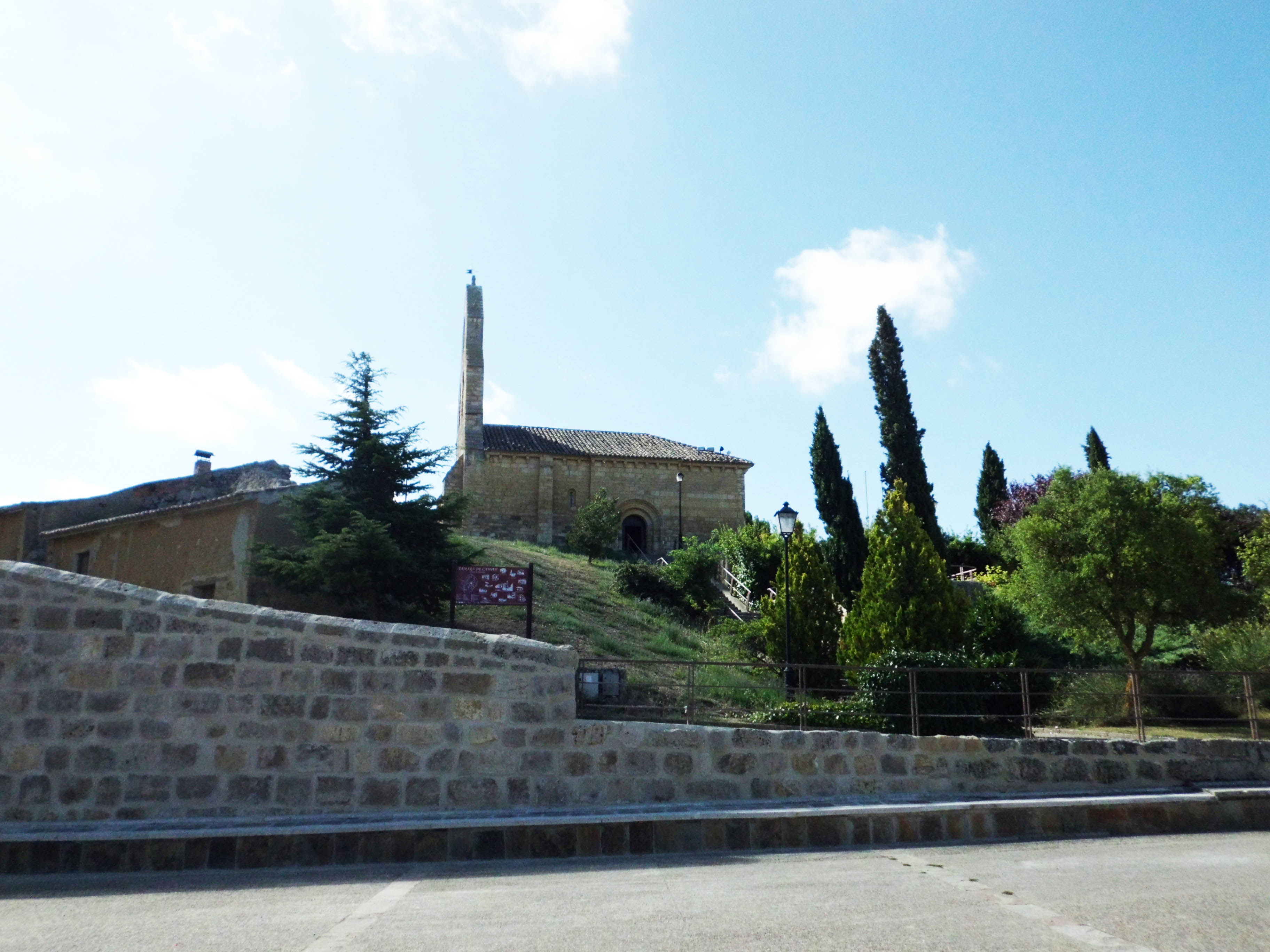
En lo alto del cerro

Támara de Campos es un núcleo poblacional de gran interés histórico-artístico. Está situado sobre la ladera de unos cerros. Estuvo amurallado y se conservan algunos restos del siglo XIII y una puerta de arco apuntado conocida como Puerta del Caño.
A finales del siglo XII o principios del XIII la villa de Támara tomó la decisión de elegir como señor territorial la Orden de San Juan de Jerusalén. Hay constancia de este hecho por documentos de distinta índole en los que se hace referencia a dicha decisión. Tal ocurre, como ejemplo en el documento que trata sobre un pleito promovido por el Consejo de Támara contra el prior de San Juan —1513-1522—.
La tradición afirma que la iglesia correspondió a un castillo edificado por la Orden del Temple que a su vez dependía de la encomienda de Villasirga, pero no se ha podido constatar con el apoyo de documentos. Los primeros documentos encontrados se refieren a la aparición en el lugar de la orden de San Juan que creó el complejo en función al cercano Camino de Santiago  que pasaba a siete km de distancia por la villa de Frómista.

## Descripción arquitectónica

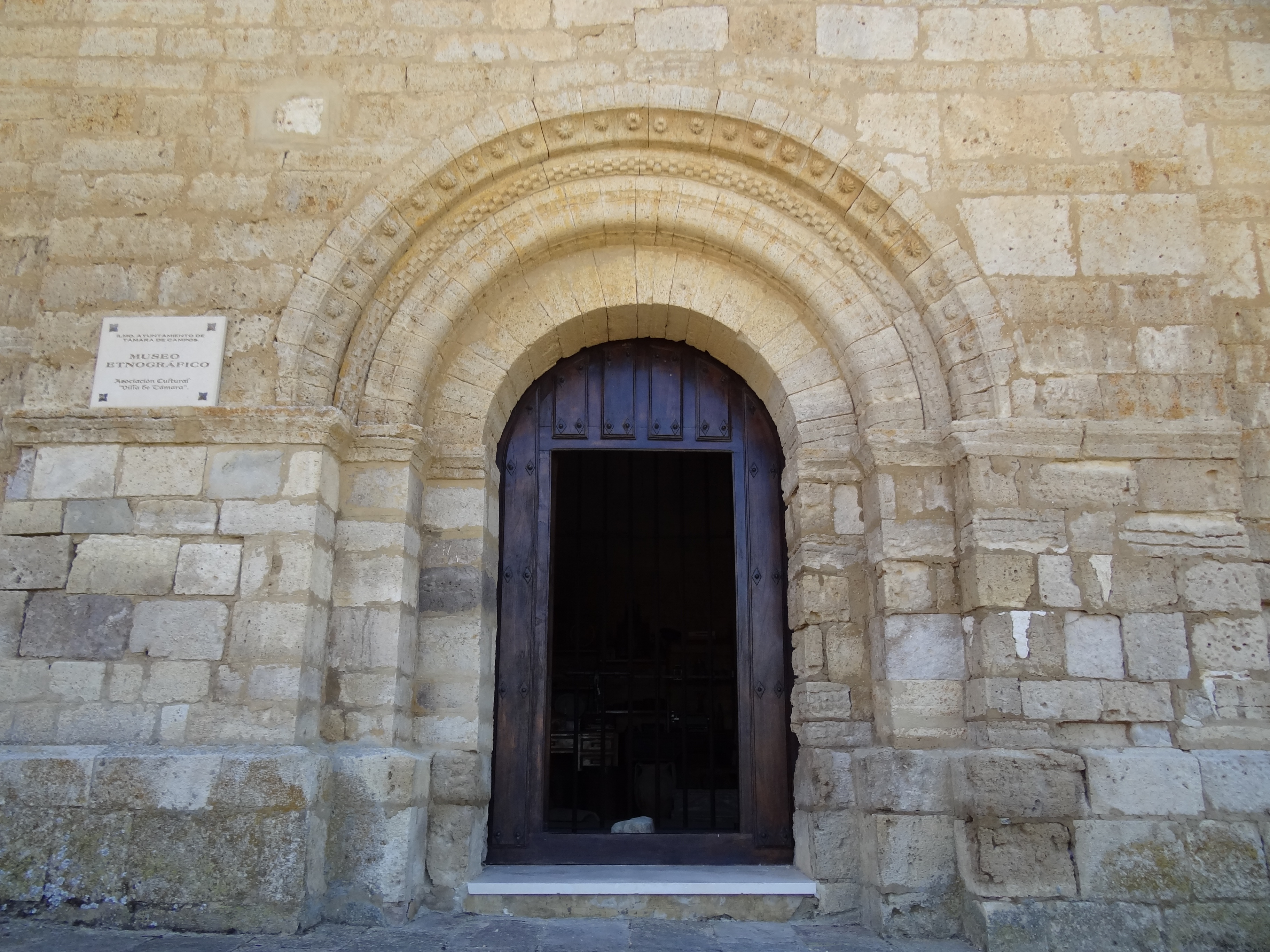
Puerta románica de acceso al museo

La iglesia consta de una sola nave cuyo eje está orientado este oeste, es decir presenta la cabecera y los pies en posición contraria a la tradición litúrgica —que acomoda el ábside mirando al este mientras que los pies miran al oeste—. No hay una razón especial para esta orientación; puede que se deba a una confusión durante las múltiples reformas a través del tiempo o que al formar parte del conjunto de un castillo hubiera sido necesario orientarla de esta manera. Tiene contrafuertes románicos en la fachada norte y otro más pequeño en el oeste, junto a la puerta principal. La cubierta es un tejado a dos aguas.
Hay dos
puertas de acceso al interior, una se abre al sur y otra al norte. La puerta
sur es de arco apuntado y conduce a unas dependencias modernas que en su tiempo
pertenecieron al propio hospital de peregrinos. La portada norte es puramente
románica con su arco de medio punto construido con dovelas, una arquivolta con
decoración de baquetón o toro, media caña y ajedrezado, todo ello delimitado
por una chambrana labrada con flores. Bajo la cornisa se aprecian los
canecillos lisos, sin decoración. En uno de sus muros se abren dos pequeñas
ventanas en aspillera.

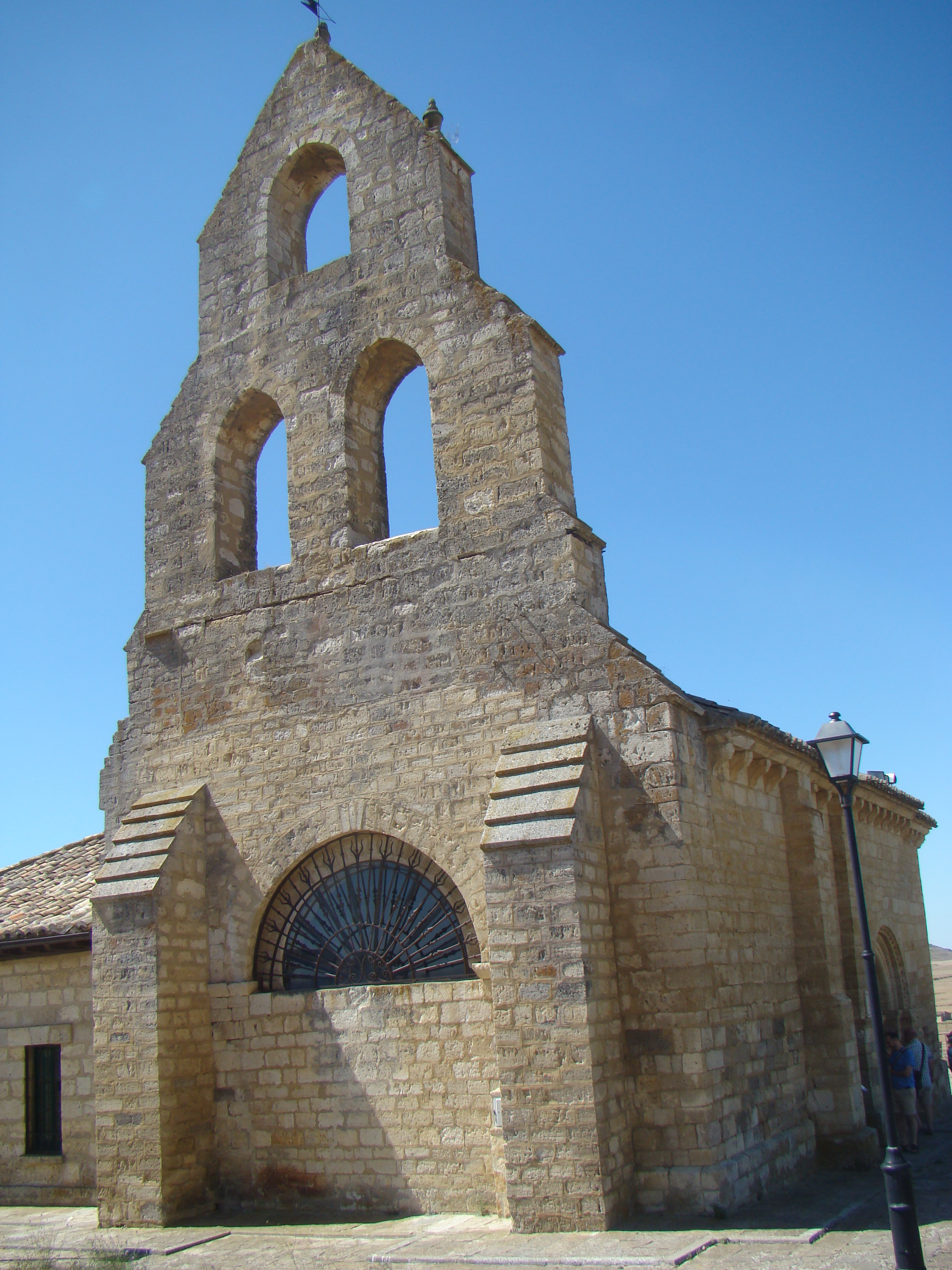
Espadaña de tres huecos y por debajo arco cuyo sentido se desconoce

La espadaña es de tres huecos y está levantada sobre el ábside; es posterior al resto del edificio. Por debajo de su alzado se ve un arco de medio punto que descansa en unos capiteles muy deteriorados que estuvieron decorados con motivos vegetales. La presencia de este arco supone un enigma para los historiadores. Se especula sobre el traslado desde otro lugar cuando se levantó la espadaña o que fuese la entrada a una estancia que ya no existe ni se tiene noticia.
El conjunto pertenece al Ayuntamiento de Támara donde tiene su sede. Desde la puerta románica se accede a un espacio dedicado a museo etnográfico que se va nutriendo de enseres populares y antiguos casi todos donaciones de los vecinos. Allí están guardados algunos pupitres de la vieja escuela.